# Narcissus obsoletus
Narcissus obsoletus es una especie de planta perenne perteneciente a  la familia de las Amarilidáceas. Es originaria de la región del Mediterráneo occidental.

## Taxonomía
Narcissus obsoletus fue descrita por (Haw.) Spach y publicado en Histoire Naturelle des Végétaux. Phanérogames 12: 452, en el año 1846.
Etimología
Narcissus nombre genérico que hace referencia  del joven narcisista de la mitología griega Νάρκισσος (Narkissos) hijo del dios río Cephissus y de la ninfa Leiriope; que se distinguía por su belleza. 
El nombre deriva de la palabra griega: ναρκὰο, narkào (= narcótico) y se refiere al olor penetrante y embriagante de las flores de algunas especies (algunos sostienen que la palabra deriva de la palabra persa نرگس y que se pronuncia Nargis, que indica que esta planta es embriagadora). 
obsoletus: epíteto latino 
Sinonimia
- Hermione aequilimba Herb.
- Hermione deficiens (Herb.) Kunth
- Hermione obsoleta Haw.
- Narcissus aequilimbus (Herb.) Nyman
- Narcissus autumnalis subsp. obsoletus (Haw.) K.Richt.
- Narcissus cupanianus Grech
- Narcissus deficiens Herb.
- Narcissus elegans var. obsoletus (Haw.) Burb.
- Narcissus miniatus Donn.-Morg., Koop. & Zonn.
- Narcissus spiralis Fisch. & C.A.Mey.[3]